# قدس (صاروخ)
قدس هي عائلة صواريخ جوالة يمنية الصنع وفق ادعاء حكومة الانقاذ الوطني التي شكلتها حركة أنصار الله الحوثيين وتستخدمها قواتها في مهاجمة أهداف بعيدة المدى في الإمارات العربية المتحدة والمملكة العربية السعودية، وإسرائيل ويوجد منها عدة إصدارات مثل قدس 1 وقدس 2 وقدس 3 وقدس 4، وقدس 5 الذي تم استخدامه في مهاجمه اسرائيل 1 اكتوبر و يتهم خصوم الحركة إيران بتزويدهم بهذه الصواريخ أو تقنيات صناعتها.

## الإصدارات

### قدس 1
كشف عنه رسميا في 7 يوليو 2019 خلال معرض للصناعات العسكرية اليمنية في صنعاء واستخدم في 2017 في قصف محطة براكة النووية في الإمارات العربية المتحدة ويتراوح مدى الصاروخ بين 140 كم و 180 كم، الصاروخ مشتق من الصاروخ السوفيتي المجنح كي إتش 55،.

##### المواصفات
- النوع :- صاروخ جوال
- نظام الملاحة :- قصور الذاتي.[4]
- المدى :- 140كم - 180كم.[4]
- نظام تحديد المواقع :- نعم[4]

### قدس 2
كشف عنه في 2020 واستخدم في استهداف محطة توزيع أرامكو في مدينة جدة بالسعودية، يتراوح مدى الصاروخ بين 1500 كم و 2000 كم، ولديه القدرة على التحليق بارتفاعات منخفضة.

##### المواصفات
- النوع :- صاروخ جوال
- نظام الملاحة :- قصور الذاتي.[4]
- المدى :- 1500كم - 2000كم .[4]
- نظام تحديد المواقع :- نعم[4]

### قدس 3
كشف عنه في 2022 في عرض عسكري في العاصمة صنعاء، وهو صاروخ مجنح بعيد المدى.

##### المواصفات
- النوع :- صاروخ جوال
- نظام الملاحة :- قصور الذاتي.[4]
- المدى :- بعيد المدى
- نظام تحديد المواقع :- نعم[4]
- نوع الوقود :- وقود سائل[7]

### قدس 4
كشف عنه في 2023 في عرض عسكري في العاصمة صنعاء، وهو صاروخ جوال بعيد المدى، استخدم لأول مرة في 2023 خلال قصف مدينة إيلات.

##### المواصفات
- النوع :- صاروخ جوال
- نظام الملاحة :-
- المدى :- بعيد المدى
- نظام تحديد المواقع :-
- نوع الوقود :-

### قدس Z-0
كشف عنه في 2023 في عرض عسكري في العاصمة صنعاء، وهو صاروخ جوال بعيد المدى، أرض بحر مخصص لاستهداف السفن الثابتة والمتحركة، ولديه القدرة على استهداف أهداف أرضية.